# Barna Bor
Barna Bor (* 12. prosince 1986 Malá Tarča, Maďarsko) je maďarský zápasník–judista.

## Sportovní kariéra
Judu se věnuje od svých 10 let. Připravuje se v Paksi v týmu sponzorovaném Jadernou elektrárnou pod vedením László Hangyáse. V maďarské seniorské reprezentaci se pohybuje od svých 18 let a je jednou z tváří evropské těžké váhy. Častá zranění mu však po celou sportovní kariéru brání k lepším výsledkům na mezinárodní scéně. K nejvážnějším zraněním patřila zranění kolen v roce 2010 a 2013 nebo zlomený kotník během mistrovství světa v roce 2015. Na olympijských hrách startoval celkem třikrát. V roce 2008 na olympijských hrách v Pekingu prohrál v prvním kole s Egypťanem Islámem al-Šihabím. V roce 2012 ho ve čtvrtfinále na olympijských hrách v Londýně vyšachoval Němec Andreas Tölzer v boji o úchop, obsadil 7. místo. V roce 2016 se po sérii vážných zranění kvalifikoval na olympijské hry v Riu a vypadl ve druhém kole s Kubáncem Alexem Garcíou.

### Vítězství
- 2005 - 1x světový pohár (Budapešť)
- 2011 - 1x světový pohár (Bukurešť)
- 2014 - 2x světový pohár (Oberwat, Astana)
- 2015 - 1x světový pohár (Baku)

## Výsledky

### Váhové kategorie
| Olympijské hry     |    |    | —  |    |    |     | úč. |     |    |    | 7. |    |     |     | úč. |     |  |  |  |  |  |  |  |  |  |  |  |
| Mistrovství světa  |    | —  |    | —  |    | úč. |     | úč. | —  | 7. |    | —  | úč. | 7.  |     | 5.  |  |  |  |  |  |  |  |  |  |  |  |
| Evropské hry       |    |    |    |    |    |     |     |     |    |    |    |    |     | úč. |     |     |  |  |  |  |  |  |  |  |  |  |  |
| Mistrovství Evropy | —  | —  | —  | 5. | 7. | úč. | úč. | úč. | 2. | 2. | 2. | 3. | úč. | úč. | 5.  | úč. |  |  |  |  |  |  |  |  |  |  |  |
| ME do 23 let       |    | —  | 3. | 7. | 1. | 1.  | 1.  |     |    |    |    |    |     |     |     |     |  |  |  |  |  |  |  |  |  |  |  |
| MS juniorů         | —  |    | 2. |    |    |     |     |     |    |    |    |    |     |     |     |     |  |  |  |  |  |  |  |  |  |  |  |
| ME juniorů         | —  | 2. | 1. | —  |    |     |     |     |    |    |    |    |     |     |     |     |  |  |  |  |  |  |  |  |  |  |  |
| ME dorostenců      | 1. |    |    |    |    |     |     |     |    |    |    |    |     |     |     |     |  |  |  |  |  |  |  |  |  |  |  |

### Bez rozdílu vah
| Turnaj            | 2002 | 2003 | 2004 | 2005 | 2006 | 2007 | 2008 | 2009 | 2010 | 2011 |
| Turnaj            | 16   | 17   | 18   | 19   | 20   | 21   | 22   | 23   | 24   | 25   |
| ----------------- | ---- | ---- | ---- | ---- | ---- | ---- | ---- | ---- | ---- | ---- |
| Mistrovství světa |      | —    |      | —    |      | úč.  | 5.   |      | —    | 2.   |